# 한국의 반란 목록
한국사 반란 목록은 한국사에서 있었던 반란을 모아 편집한 것이다. 시대순으로 나열했으며 임진왜란, 병자호란과 같은 전란은 포함하지 않았다.
- 변란: 권력 장악을 위한 정치투쟁이다.
  - 쿠데타: 변란의 일종으로서, 단기간 내에 성공 또는 실패하며 피지배 민중 일반보다 군사력 동원에 의존한다.
  - 역성혁명: 기존의 왕조를 몰아내고 새로운 왕조를 창건하는 쿠데타이며 왕조와 동시에 국호가 바뀌게 되면 기존의 나라는 무너지고 새로운 나라가 세워진다.
- 내란: 권력 획득에 실패한 변란 주도세력이 국토 일부를 참절하여 장기간 실효지배하는 상태이다.
- 민란: 생존에 위협을 받을 정도의 수탈을 당한 신민이 그 상황을 타개하기 위해 봉기하는 경제투쟁이다.

## 상고시대
| 반란명        | 연도         | 유형     | 반란자 | 추대자 | 진압자 | 결과                                                                                                   |
| ------------- | ------------ | -------- | ------ | ------ | ------ | --- |
| 위만조선 건국 | 기원전 194년 | 역성혁명 | 위만   | 위만   | 준왕   | 반란 성공. 준왕 폐위 및 남쪽으로 망명 단군조선 멸망 및 위만조선 건국 위만, 위만조선 초대 임금으로 즉위 |

## 삼국시대
| 반란명             | 연도          | 유형   | 반란자                 | 추대자   | 진압자         | 결과                                                    |
| ------------------ | ------------- | ------ | ---------------------- | -------- | -------------- | ------------------------------------------------------- |
| 명림답부의 정변    | 165년         | 쿠데타 | 명림답부               | 고백고   | 차대왕         | 반란 성공. 차대왕 피살 고백고, 즉위 (신대왕)            |
| 좌가려·어비류의 난 | 190년 ~ 191년 | 내란   | 좌가려, 어비류         | 불명     | 고국천왕       | 반란 실패. 좌가려, 어비류 처형                          |
| 발기의 난          | 197년         | 쿠데타 | 발기                   | 고발기   | 산상왕, 고계수 | 반란 실패. 고발기 자결                                  |
| 포상팔국의 난      | 209년 ~ 212년 | 내란   | 보라국ㆍ고자국ㆍ사물국 | 불명     | 금관국ㆍ신라   | 반란 실패.                                              |
| 예물·사구의 난     | 248년         | 쿠데타 | 예물, 사구             | 불명     | 중천왕         | 반란 실패. 예물, 사구 처형                              |
| 창조리의 정변      | 300년         | 쿠데타 | 창조리                 | 고을불   | 봉상왕         | 반란 성공. 봉상왕 자결 고을불, 즉위 (미천왕)            |
| 부여아신의 정변    | 392년         | 쿠데타 | 부여아신               | 부여아신 | 진사왕         | 반란 성공. 진사왕 피살 부여아신, 즉위 (아신왕)          |
| 해구·연신의 난     | 478년         | 변란   | 해구, 연신             | 불명     | 진로, 진남     | 반란 실패. 해구 처형 연신 고구려로 도주                 |
| 백가의 난          | 502년         | 변란   | 백가                   | 불명     | 무령왕, 해명   | 반란 실패. 백가 처형                                    |
| 칠숙·석품의 난     | 631년         | 쿠데타 | 칠숙, 석품             | 불명     | 선덕여왕       | 반란 실패. 칠숙 처형 백제로 도주한 석품을 추격하여 사살 |
| 막리지의 난        | 642년         | 쿠데타 | 연개소문               | 고보장   | 영류왕         | 반란 성공. 영류왕 피살 고보장, 즉위 (보장왕)            |
| 비담의 난          | 647년         | 쿠데타 | 비담, 염종             | 불명     | 김춘추, 김유신 | 반란 실패. 비담, 염종 처형                              |

## 남북국시대
| 반란명         | 연도  | 유형 | 반란자                 | 추대자 | 진압자                   | 결과                                    |
| -------------- | ----- | ---- | ---------------------- | ------ | ------------------------ | --------------------------------------- |
| 김흠돌의 난    | 681년 | 변란 | 김흠돌                 | 불명   | 신문왕                   | 반란 실패. 김흠돌 및 관련자들 처형      |
| 96각간의 난    | 768년 | 변란 | 김대공, 김대렴, 96각간 | 불명   | 혜공왕                   | 반란 실패 반란 주모자들 처형            |
| 김지정의 난    | 780년 | 변란 | 김지정                 | 불명   | 김양상, 김경신           | 반란 실패. 반란 와중에 혜공왕 피살      |
| 김헌창의 난    | 822년 | 변란 | 김헌창                 | 김헌창 | 장웅, 위공, 제릉, 김균정 | 반란 실패. 김헌창 및 반란 주모자들 처형 |
| 김범문의 난    | 825년 | 변란 | 김범문                 | 김범문 | 총명                     | 반란 실패. 김범문 및 반란 주모자들 처형 |
| 장보고의 난    | 846년 | 내란 | 장보고                 |        | 염장, 김양               | 반란 실패. 장보고 암살                  |
| 원종·애노의 난 | 889년 | 민란 | 원종, 애노             | 불명   | 진성여왕, 영기           | 반란 실패. 후삼국 시대 도래             |

## 후삼국시대
| 반란명      | 연도  | 유형     | 반란자                             | 추대자 | 진압자     | 결과                                                                                                   |
| ----------- | ----- | -------- | ---------------------------------- | ------ | ---------- | --- |
| 고려 건국   | 918년 | 역성혁명 | 왕건, 신숭겸, 복지겸, 홍유, 배현경 | 왕건   | 궁예       | 반란 성공. 궁예 도피 중 농민에게 피살 태봉 멸망 및 고려 건국 왕건, 고려 초대 임금으로 즉위 (고려 태조) |
| 신검의 정변 | 935년 | 쿠데타   | 신검, 양검, 용검, 능환             | 신검   | 견훤, 금강 | 반란 성공. 금강 처형 견훤 폐위 및 고려로 망명 신검, 즉위 일리천 전투 발발 및 후백제 멸망               |

## 고려시대
| 반란명           | 연도            | 유형     | 반란자                                         | 추대자   | 진압자                         | 결과                                                                                                  |
| ---------------- | --------------- | -------- | ---------------------------------------------- | -------- | ------------------------------ | --- |
| 왕규의 난        | 945년           | 변란     | 왕규                                           | 광주원군 | 정종, 왕식렴                   | 반란 실패. 왕규 처형                                                                                  |
| 강조의 정변      | 1009년          | 쿠데타   | 강조                                           | 대량원군 | 목종, 김치양                   | 반란 성공. 김치양 처형 목종 폐위 및 피살 대량원군, 즉위 (고려 현종)                                   |
| 김훈·최질의 난   | 1014년 ~ 1015년 | 쿠데타   | 김훈, 최질                                     |          | 현종, 왕가도                   | 반란 실패. 김훈, 최질 및 반란 주모자들 처형                                                           |
| 이자의의 난      | 1095년          | 쿠데타   | 이자의                                         | 한산후   | 계림공, 소태보                 | 반란 실패. 이자의 처형 헌종 반강제적 퇴위 계림공, 즉위 (고려 숙종)                                    |
| 이자겸의 난      | 1126년          | 쿠데타   | 이자겸, 척준경                                 | 이자겸   | 인종, 척준경                   | 반란 실패. 이자겸 실각                                                                                |
| 묘청의 난        | 1135년 ~ 1136년 | 내란     | 묘청, 정지상, 백수한, 김안, 조광               | 묘청     | 김부식                         | 반란 실패. 묘청 피살 및 반란 주역들 처형                                                              |
| 무신정변         | 1170년          | 쿠데타   | 정중부, 이의방, 이고, 이의민, 이소응           | 익양공   | 의종                           | 반란 성공. 의종 폐위 문신들 처형 익양공, 즉위 (고려 명종)                                             |
| 김보당의 난      | 1173년          | 변란     | 김보당, 이경직, 장순석, 유인준, 배윤재, 한언국 | 의종     | 이의민, 박존위                 | 반란 실패. 의종 피살 김보당 및 반란 주모자들 처형                                                     |
| 조위총의 난      | 1174년 ~ 1176년 | 내란     | 조위총                                         |          | 이의방, 윤인첨, 두경승, 이의민 | 반란 실패. 조위총 처형                                                                                |
| 갑오정변         | 1174년          | 쿠데타   | 정중부, 정균                                   | 정중부   | 이의방                         | 반란 성공. 이의방 피살 사평왕후 폐출                                                                  |
| 망이·망소이의 난 | 1176년 ~ 1177년 | 민란     | 망이, 망소이                                   | 불명     | 정황재, 정세유                 | 반란 실패. 고려시대 민중운동 실패 망이, 망소이 처형                                                   |
| 기해정변         | 1179년          | 쿠데타   | 경대승, 허승                                   | 경대승   | 정중부, 정균, 송유인           | 반란 성공. 정중부, 정균, 송유인 처형                                                                  |
| 김사미·효심의 난 | 1193년          | 변란     | 김사미, 효심                                   | 불명     | 이의민, 전존걸, 최인, 고용지   | 반란 실패. 신라 부흥운동 실패 김사미와 효심 처형                                                      |
| 병진정변         | 1196년          | 쿠데타   | 최충헌, 최충수                                 | 최충헌   | 이의민, 이지순, 이지영, 이지광 | 반란 성공. 이의민 및 아들들 피살                                                                      |
| 정사정변         | 1197년          | 쿠데타   | 최충헌, 최충수, 박진재, 노석숭, 김약진         | 평량공   | 명종, 두경승                   | 반란 성공. 명종 폐위 두경승 유배 평랑공, 즉위 (고려 신종)                                             |
| 만적의 난        | 1198년          | 민란     | 만적, 개경 사노비들                            | 불명     | 최충헌, 한충유                 | 반란 실패. 고려시대 민중운동 실패 만적과 주모자들 처형                                                |
| 정방의의 난      | 1200년          | 민란     | 정방의, 정창대                                 |          | 진주 지역 사람들               | 반란 실패.                                                                                            |
| 이비·패좌의 난   | 1202년 ~ 1204년 | 민란     | 이비, 패좌                                     | 불명     | 김척후, 정언진                 | 반란 실패. 신라 부흥운동 실패 이비 체포되어 압송 패좌 및 반란 주모자들 처형                           |
| 최광수의 난      | 1217년          | 변란     | 최광수                                         | 불명     | 정의, 필현보                   | 반란 실패. 최광수 및 반란 주모자들 처형                                                               |
| 의주적의 난      | 1219년 ~ 1221년 | 민란     | 한순, 다지                                     |          | 김취려, 김군수                 | 반란 실패. 한순, 다지 및 반란 주모자들 처형                                                           |
| 필현보의 난      | 1233년          | 내란     | 필현보, 홍복원                                 |          | 최우, 민희                     | 반란 실패. 필현보 처형 홍복원 몽골로 도주                                                             |
| 이연년 형제의 난 | 1237년          | 민란     | 이연년, 이연년의 동생                          |          | 김경손, 최린                   | 반란 실패. 백제 부흥운동 실패 이연년 형제 전사                                                        |
| 삼별초의 난      | 1270년 ~ 1273년 | 내란     | 배중손, 김통정                                 | 승화후   | 원종, 김방경, 흔도, 홍다구     | 반란 실패. 승화후 피살 배중손 전사 김통정 자결                                                        |
| 조일신의 난      | 1352년          | 쿠데타   | 조일신                                         |          | 공민왕, 이인복, 최영           | 반란 실패. 조일신 처형                                                                                |
| 병신정변         | 1356년          | 변란     | 기철, 권겸, 노책                               | 불명     | 공민왕                         | 반란 실패. 기철 일당 처형 친원파 숙청                                                                 |
| 흥왕사의 변      | 1363년          | 쿠데타   | 김용                                           |          | 공민왕, 최영, 안도치           | 반란 실패. 김용 처형                                                                                  |
| 목호의 난        | 1374년          | 변란     | 석질리필사, 초고독불화                         |          | 최영, 임견미, 목인길, 변안열   | 반란 실패. 석질리필사 처형 초고독불화 자결 원나라 잔당 소멸                                           |
| 공민왕 시해 사건 | 1374년          | 변란     | 홍륜, 권진, 홍관, 한안, 최선, 최만생           | 불명     | 공민왕, 이인임, 경복흥, 안사기 | 반란 실패. 공민왕 피살, 그러나 이인임 등에게 진압 홍륜 등 주모자들 처형 강령부원대군, 즉위 (우왕)     |
| 위화도 회군      | 1388년          | 쿠데타   | 이성계, 조민수                                 | 왕창     | 최영, 우왕                     | 반란 성공. 우왕 폐위 최영 처형 왕창, 즉위 (창왕) 및 폐위 정창부원군, 즉위 (공양왕)                    |
| 조선 건국        | 1392년          | 역성혁명 | 이성계                                         | 이성계   | 공양왕, 정몽주                 | 반란 성공. 정몽주 피살 공양왕 폐위 고려 멸망 및 조선 건국 이성계, 조선 초대 임금으로 즉위 (조선 태조) |

## 조선시대
| 반란명          | 연도            | 유형   | 반란자                                         | 추대자   | 진압자                                     | 결과                                                                                       |
| --------------- | --------------- | ------ | ---------------------------------------------- | -------- | ------------------------------------------ | ------------------------------------------------------------------------------------------ |
| 제1차 왕자의 난 | 1398년          | 쿠데타 | 이방원, 하륜, 이숙번                           | 이방과   | 태조, 이방석                               | 반란 성공. 이방석 및 정도전 피살 태조 반강제적 퇴위 이방과, 즉위 (조선 정종)               |
| 제2차 왕자의 난 | 1400년          | 쿠데타 | 이방간, 박포                                   | 이방간   | 이방원                                     | 반란 실패 이방간 유배 및 박포 처형 이방원, 즉위 (조선 태종)                                |
| 조사의의 난     | 1402년          | 쿠데타 | 태조, 조사의                                   | 태조     | 태종                                       | 반란 실패. 태조 정권 탈환 실패 조사의 처형                                                 |
| 계유정난        | 1453년          | 쿠데타 | 수양대군                                       | 수양대군 | 김종서                                     | 반란 성공. 김종서 피살 안평대군 사형                                                       |
| 이징옥의 난     | 1453년          | 변란   | 이징옥                                         | 이징옥   | 수양대군                                   | 반란 실패. 이징옥 부하들에 의해 피살                                                       |
| 세조찬위        | 1455년          | 쿠데타 | 수양대군                                       | 수양대군 |                                            | 반란 성공. 단종 반강제적 퇴위 수양대군, 즉위 (조선 세조)                                   |
| 단종복위운동    | 1456년          | 쿠데타 | 성삼문, 박팽년, 하위지 등                      | 단종     | 세조                                       | 반란 실패. 사육신 처형 단종 폐위 및 노산군 강등                                            |
| 이시애의 난     | 1467년          | 변란   | 이시애                                         |          | 구성군, 남이, 강순                         | 반란 실패. 이시애 처형                                                                     |
| 중종반정        | 1506년          | 쿠데타 | 박원종, 성희안, 유순정                         | 진성대군 | 연산군                                     | 반란 성공. 연산군 폐위 진성대군, 즉위 (조선 중종)                                          |
| 니탕개의 난     | 1583년          | 변란   | 니탕개, 우을기내, 마니응개, 율보리, 사송아     |          | 신립, 이일, 정언신, 이순신, 김시민, 이억기 | 반란 실패. 진관체제에서 제승방략으로 전환                                                  |
| 송유진의 난     | 1594년          | 변란   | 송유진                                         |          | 변양준, 김응룡                             | 반란 실패. 송유진 처형                                                                     |
| 이몽학의 난     | 1596년          | 변란   | 이몽학                                         | 이몽학   | 김경창, 임억명, 이시언, 홍가신, 김덕령     | 반란 실패. 내부 분열로 부하였던 김경창, 임억명이 이몽학을 살해 의병장 김덕령이 무고로 옥사 |
| 인조반정        | 1623년          | 쿠데타 | 능양군, 이귀, 김류, 최명길, 이괄               | 능양군   | 광해군                                     | 반란 성공. 광해군 폐위 능양군, 즉위 (조선 인조)                                            |
| 이괄의 난       | 1624년          | 변란   | 이괄, 한명련                                   | 흥안군   | 장만, 정충신, 남이흥                       | 반란 실패. 이괄 일당 피살 흥안군 처형                                                      |
| 이인좌의 난     | 1728년          | 변란   | 이인좌, 정희량, 박필현                         | 밀풍군   | 박민웅, 오명항                             | 반란 실패. 이인좌 일당 처형 밀풍군 자결                                                    |
| 홍경래의 난     | 1811년 ~ 1812년 | 내란   | 홍경래, 우군칙, 이제초, 김창시, 이희저, 홍총각 | 불명     | 이요헌, 김견신, 허항                       | 반란 실패. 관군에게 진압됨 홍경래 전사 및 일당 처형                                        |
| 임술민란        | 1862년          | 민란   | 유계춘, 김수만, 이귀재                         | 불명     | 관군                                       | 반란 실패. 농민운동, 자진 해산 반란 주도자 처형 및 원인 제공자 파면                        |

## 근현대
| 반란명                          | 연도            | 유형      | 반란자                                         | 추대자     | 진압자                         | 결과                                                                  |
| ------------------------------- | --------------- | --------- | ---------------------------------------------- | ---------- | ------------------------------ | --------------------------------------------------------------------- |
| 임오군란                        | 1882년          | 변란      | 훈련도감 소속 군인들                           | 흥선대원군 | 마건충, 오장경, 정여창         | 반란 실패. 민겸호 피살 흥선대원군 톈진으로 유배 반란 주도자 11명 사형 |
| 갑신정변                        | 1884년          | 쿠데타    | 김옥균, 박영효, 서재필, 서광범, 홍영식         | 불명       | 청나라군                       | 반란 실패. 톈진조약 체결                                              |
| 동학농민운동                    | 1892년 ~ 1895년 | 민란·내란 | 전봉준, 김개남, 손화중, 최시형, 손병희         | 불명       | 관군, 청나라군, 일본군         | 반란 실패. 3차봉기에서 실패 및 주동자 체포 청일전쟁 발발              |
| 신축민란                        | 1901년          | 민란      | 이재수, 강우백, 오대현                         | 불명       | 관군                           | 반란 실패. 이재수 처형 자진 해산 반란 주도자 처형 및 원인 제공자 파면 |
| 여순사건                        | 1948년          | 내란      | 김지회, 지창수                                 |            | 한국군                         | 반란 실패. 관련자 사형                                                |
| 5·16 군사 정변                  | 1961년          | 쿠데타    | 박정희, 김종필, 박종규, 이낙선, 차지철         | 박정희     | 장면, 윤보선                   | 반란 성공. 제3공화국 수립 박정희, 대통령으로 취임                     |
| 12·12 군사 반란                 | 1979년          | 쿠데타    | 전두환, 노태우, 허화평, 장세동, 유학성, 황영시 |            | 정승화, 장태완, 정병주, 김진기 | 반란 성공. 정승화 체포 성공                                           |
| 5·17 쿠데타                     | 1980년          | 쿠데타    | 전두환, 노태우, 허화평                         | 전두환     |                                | 반란 성공. 최규하 하야 제5공화국 수립 전두환, 대통령으로 취임         |
| 이석기 내란 선동 사건           | 2013년          | 내란선동  | 이석기, 김홍열                                 |            |                                | 반란 실패.                                                            |
| 국군기무사령부 계엄령 준비 사건 | 2017년          | 쿠데타    |                                                |            |                                | 반란 실패.                                                            |